# Glencoe (Floride)
Pour les articles homonymes, voir Glencoe.
Glencoe est une census-designated place du comté de Volusia, dans l'État de Floride, aux États-Unis,. En 2020, elle compte une population de 2 170 habitants.